# 基督教新聞
『基督教新聞』（きりすときょうしんぶん）は、明治16年（1883年）8月に、キリスト教の伝道、教会の情報交換、文化の啓蒙などを目的に創刊された、明治時代のプロテスタントの超教派の週間新聞である。現在発行部数約2500の『基督教世界』の前身である。

## 歴史
明治16年に植村正久、湯浅治郎、小崎弘道の三人が発起人になって、プロテスタント超教派の出版社の警醒社を設立した。社主は小崎弘道で、主筆は浮田和民だった。続いて、小崎弘道が主筆になった。
その翌月、アメリカン・ボードの支持を受けて発行された、『七一雑報』に対抗する形で、『東京毎週新報』が創刊された。東京毎週新報は明治18年（1885年）75号より、「基督教新聞」と改題した。82号までは週二回、その後は週刊になった。
明治25年（1892年）、横井時雄、綱島佳吉、原田助、内村鑑三が編集員になる。内村は「理想的伝道師」と題して5回に及ぶ連載論文を掲載した。
明治26年（1893年）以降、日本基督伝道会社、日本組合基督教会より経費の補助を受けるようになったので、次第に編集人と執筆者が組合教会系の関係者によって占有されていった。1893年明治27年（1894年）の586号より、『東京毎週新誌』と改題された。
明治36年（1903年）に発行地を大阪に移して、『基督教世界』（週刊、基督教世界社発行）と改題した。
昭和17年（1942年）3011号まで刊行されたのち、日本基督教団第2、第3、第4部の機関誌になった。メソジスト系の機関誌『護教』も併合された。
第二次世界大戦が終了すると、旧組合系の教職と信徒の有志により、基督教世界社が再興された。昭和26年（1951年）に3012号より、月刊誌として復刊された。

## 主な編集者
- 留岡幸助
- 横井時雄
- 松村介石
- 綱島佳吉
- 原田助

## 主な執筆者
- 巌本善治
- 内村鑑三
- 竹越與三郎